# Тереблянська сільська рада
| Тереблянська сільська рада — колишній орган місцевого самоврядування у Тячівському районі Закарпатської області з адміністративним центром у с. Теребля. Сільській раді підпорядковані населені пункти: - с. Теребля |

## Склад ради
Рада складається з 14 депутатів та голови.

## Керівний склад сільської ради
| ПІБ                      | Основні відомості                                                                           | Дата обрання | Дата звільнення |
| ------------------------ | ------------------------------------------------------------------------------------------- | ------------ | --------------- |
| Цьока Микола Юрійович    | Сільський голова, 1956 року народження, освіта середня спеціальна, член партії Єдиний Центр | 31.10.2010   | 25.10.2015      |
| Янчій Руслан Миколайович | Сільський голова, 1990 року народження, освіта вища, безпартійний                           | 25.10.2015   |                 |

Примітка: таблиця складена за даними джерела